# 27 (nombre)
« Vingt-sept » redirige ici. Cet article concerne le nombre 27. Pour l'année, voir 27.
Le nombre 27 (vingt-sept) est l'entier naturel qui suit 26 et qui précède 28.

## En mathématiques
Le nombre 27 est :
- le cube parfait 33 ;
- le premier nombre composé qui n'est divisible par aucun de ses chiffres ;
- le quinzième nombre brésilien et le treizième nombre composé brésilien car 27 = 338 ;
- le nombre de droites se trouvant sur une surface cubique lisse ;
- 3↑↑2 (en utilisant la notation des puissances itérées de Knuth) ;
- un nombre décagonal ;
- le résultat magique d'un carré magique d'inverses de nombres premiers des multiples de 1/7 ;
- un nombre de Smith et un nombre Harshad ;
- la somme des factorielles des trois premiers nombres pairs (0! + 2! + 4! = 27).

### Groupes d'ordre 27
Il existe, à isomorphisme près, cinq groupes d'ordre 27 :
- trois groupes abéliens : ℤ/27ℤ, ℤ/9ℤ×ℤ/3ℤ et (ℤ/3ℤ)3,
- deux groupes non abéliens :
  - celui de présentation (s,t; s9 = t3 = 1, st = ts4), qui est aussi le groupe des applications affines x ↦ ax + b de ℤ/9ℤ dans lui-même avec b quelconque et a appartenant au sous-groupe d'ordre 3 de (ℤ/9ℤ)*,
  - celui de présentation (x,y,z; x3 = y3 = z3 = 1, yz = zyx, xy = yx, xz = zx), qui est aussi le groupe des matrices triangulaires supérieures à coefficients dans ℤ/3ℤ et à coefficients diagonaux égaux à 1.

## Dans d'autres domaines
La 27e lune de Jupiter se nomme Sinopé.
Le nombre 27 est un numéral ordinal pour :
- le numéro atomique du cobalt, un métal de transition,
- le numéro de la sourate An-Naml dans le Coran,
- le numéro du département français de l'Eure,
- le numéro de l'autoroute française A27 qui part de l'A1 à la hauteur de Lesquin pour atteindre la Belgique,
- les années historiques : -27, 27, ou 1927,
- l'âge auquel les stars de rock Jim Morrison, Jimi Hendrix, Brian Jones, Janis Joplin, Kurt Cobain et Amy Winehouse sont mortes, stars regroupées sous le terme populaire 27 Club.
- L'avion Mikoyan-Gourevitch MiG-27.

Le nombre 27 est un numéral cardinal pour :
- le nombre total de livres du Nouveau Testament,
- le nombre de lettres de l'alphabet espagnol,
- le nombre actuel des amendements de la constitution des États-Unis d'Amérique,
- le nombre d'années de mariage des noces d'acajou,
- le nombre de pays adhérant à la communauté européenne depuis le 1er janvier 2007,
- Ligne 27

Le nombre 27 est un symbole pour :
- Weird Al Yankovic a caché le nombre 27 dans beaucoup de ses chansons et vidéos.
- Imam Ja’far Ibn Mouhammad asSadiq a déclaré : « Le Savoir est contenu dans 27 lettres (parties) et tout ce que les (précédents) Messagers ont apporté correspondait simplement à deux de ces lettres et jusqu’au jour où l’Imam al-Mahdi fera sa réapparition les gens n’acquerront le savoir que de ces deux lettres. Ainsi, quand notre Qa’im arrivera, il apportera avec lui les vingt-cinq lettres restantes (du savoir) et les partagera parmi les gens et les ajoutera aux deux lettres (parties) précédentes de telle sorte qu’il leur aura transmis les vingt-sept lettres (du savoir). » (Wassa’il ash-Shi’a, volume 7, page 326, Hadith 10)[réf. nécessaire]